# Paradise Hotel (Danmark, sæson 14)
Den 14. sæson af realityserien Paradise Hotel Danmark sendes fra den 27. februar 2018, og vises på TV3 på tirsdage, onsdage og torsdage.
- Vært: Rikke Gøransson
- Vindere: Lenny (500.000 kr.) og Tine (0 kr.)
- Finalister: Nadja (0 kr.) og Isac (0 kr.)
- Jury: Jonas, Trine, Elina, Tobias, Nicolaj, Fie og Mathias
- Sæsonpræmiere: 27. februar 2018
- Mr. Paradise: Mathias
- Miss Paradise: Elina
- Kendte gæster: Bro, Irina V. Babenko og Theo Jørgensen
- Titelmelodi: Bro - Sydpå[1]
- Antal afsnit: 42
- Antal deltagere: 20

## Deltagere
| Navn                                  | Tjekket ind | Tjekket ud     | Fra           | Grund til udtjekning |
| ------------------------------------- | ----------- | -------------- | ------------- | --- |
| Lenny Pihl Christensen                | Ep 1        | VINDER         | København     | |
| Tine Lykke Winther                    | Ep 5, 33    | Ep 28, VINDER  | Stenstrup     | Ep: 28 Parceremoni, stemt ud af Isac Saabye til fordel for Elina Ea Dahl |
| Nadja Hansen                          | Ep 1        | Finalen        | Sorø          | |
| Isac Saabye                           | Ep 1, 27    | Ep 24, Finalen | Søborg        | Ep 24: Parceremoni, stemt ud af Tine Lykke Mathiesen til fordel for Frederik Valeur |
| Jonas Daniel Evaristi Sarovic, (Jury) | Ep 1        | Ep 41          | København     | Stemt ud af Tine Lykke Mathiesen til fordel for Lenny Pihl Christensen |
| Trine Holdgaard Skjollander, (Jury)   | Ep 1        | Ep 41          | Aarhus        | Stemt ud ved afstemming blandt de øvrige deltagere, som den mindst værdige |
| Elina Ea Dahl, (Jury)                 | Ep 13       | Ep 40          | Svendborg     | Stemt ud af Tobias Biribakken efter at han selv røg ud |
| Tobias Biribakken, (Jury)             | Ep 16       | Ep 40          | Oslo          | Stemt ud ved afstemning blandt de øvrige deltagere |
| Nicolaj Kruse Olesen, (Jury)          | Ep 29       | Ep 38          | Give          | Parceremoni, stemt ud af Trine Holdgaard Skjollander til fordel for Tobias Biribakken |
| Fie Maria Krügermejer, (Jury)         | Ep 9        | Ep 37          | Rødovre       | Parceremoni, stemt ud af Lenny Pihl Christensen til fordel for Nadja Hansen |
| Cecillie Korsgaard                    | Ep 25       | Ep 35          | Mørkhøj       | Klarede ikke sin mission med at skulle bluffe pigerne til at sige det korrekte kodeord, for at komme med til pokerturnering |
| Mathias Hjorth Danielsen, (Jury)      | Ep 1        | Ep 32          | Odense        | Parceremoni, stemt ud af Lenny Pihl Christensen |
| Frederik Valeur                       | Ep 21       | Ep 27          | København     | Stemt ud ved afstemning blandt de øvrige deltagere |
| Katrine Cecilie Hoffmann              | Ep 1, Ep 8  | Ep 8, Ep 20    | Kastrup       | Ep 8: Parceremoni, stemt ud af Isac Saabye til fordel for Cecilie Stampe, men tjekkede ind igen, da Sean Bornkessel havde brudt reglerne om at have en kæreste Ep 20: Parceremoni, stemt ud af Tobias Biribakken til fordel for Tine Lykke Mathiesen |
| Mads Christian Frandsen               | Ep 9        | Ep 17          | Frederiksberg | Parceremoni, stemt ud af Fie Maria Krügermejer til fordel for Lenny Pihl Christensen |
| Julie Lieberkind                      | Ep 1        | Ep 12          | Greve Strand  | Parceremoni, stemt ud af Isac Saabye til fordel for Tine Lykke Mathiesen |
| Cecilie Stampe                        | Ep 1        | Ep 11          | Skive         | Stemt ud ved afstemning blandt de øvrige deltagere |
| Sean Bornkessel                       | Ep 1        | Ep 8           | København     | Smidt ud af hotellet, fordi han brød reglerne om at have en kæreste |
| Rasmus Jensen                         | Ep 1        | Ep 4           | Holsted       | Parceremoni, stemt ud af Julie Lieberkind til fordel for Lenny Pihl Christensen |
| Fie Laursen                           | Ep 1        | Ep 3           | Hillerød      | Stemt ud ved afstemning blandt de øvrige deltagere |

1. ↑  Da Frederik Valeur røg ud, blev han bedt om at vælge en pige, der skulle starte en dødsrokade til den næste parceremoni. Han valgte Cecillie Korsgaard, som ved parceremonien startede dødsrokaden. Pigerne skulle skiftevis kysse en pige på kinden og stjæle deres partner, så de blev tvunget til at finde en ny. Da det kom til Nadja Hansen, havde hun misforstået opgaven og troede, at kysset var en god ting. Hun kyssede derfor sin bedste veninde Tine Lykke Mathiesen, der derfor blev tvunget til at stille sig ved Isac Saabye, hvor Elina Ea Dahl allerede stod. Isac Saabye skulle nu vælge en af dem og smide den anden ud. Det blev Tine Lykke Mathiesen han fravalgte. Da Isac Saabye og Tine Lykke Mathiesen havde haft et turbulent forhold inde på hotellet, og Tine Lykke Mathiesen havde smidt Isac Saabye ud en gang før var det oplagt, at Isac Saabye traf den beslutning, som han gjorde.
2. ↑  Lenny Pihl Christensen var af hotellets deltagere blevet valgt som kejser af Paradise Hotel. Han skulle vælge 3 slaver og 4 støtter i hans nye kejserrige. De 4 støtter blev Isac Saabye, Jonas Daniel Evaristi Sarovic, Nadja Hansen og Tine Lykke Mathiesen. De 3 slaver blev Trine Holdgaard Skjollander, Elina Ea Dahl og Tobias Biribakken. Slaverne fik til opgave at starte et slaveoprør mod den nyudnævnte kejser Lenny Pihl Christensen. Opgaven gik ud på at få kejserens støtter til at forråde kejseren og støtte slaveoprøret. Kun Isac Saabye forrådte kejseren, og han blev automatisk en del af slaverne. Derefter skulle hver gruppe udvælge en, som skulle i gladiatorkamp. Det blev fra slaverne Tobias Biribakken og fra støtterne Nadja Hansen. Gladiatorkampen gik ud på at få færrest stemmer fra de andre deltagere. Den med flest stemmer skulle forlade hotellet, og personen måtte samtidigt tage en fra det modsatte køn med i faldet. Da Tobias Biribakken fik flest stemmer, skulle han forlade Paradise Hotel, og han valgte bagefter at tage Elina Ea Dahl med i faldet.
3. ↑  Lenny Pihl Christensen var af pigerne blevet valgt som hotellets største playboy. Med den titel fik han muligheden for at få en fredning til næste parceremoni. Han skulle overtale pigerne til at støtte ham. Da det lykkedes for ham, fik han magten og måtte frede sig, og han skulle afsløre hvem det var, når alle drenge havde stillet sig bag en pige. Rikke Gøransson fortalte at hvis der stod en dreng bag pigen, Lenny Pihl Christensen valgte at frede sig med, ville denne ryge ud af Paradise Hotel. Hvis der derimod stod to drenge bag pigen, Lenny Pihl Christensen valgte at frede sig med, var det op til pigen, hvem der skulle forlade hotellet. Da alle drengene havde valgt partner, afslørede Lenny Pihl Christensen, at han havde valgt at frede sig med Trine Holdgaard Skjollander, og dermed skulle Mathias Hjorth Danielsen forlade Paradise Hotel.

## Juryens stemmer på de to finalepar
| Jurymedlem nr. | Lenny og Tine                 | Isac og Nadja               |
| -------------- | ----------------------------- | --------------------------- |
| 1              |                               | Elina Ea Dahl               |
| 2              | Mathias Hjorth Danielsen      |                             |
| 3              |                               | Trine Holdgaard Skjollander |
| 4              | Jonas Daniel Evaristi Sarovic |                             |
| 5              | Tobias Biribakken             |                             |
| 6              | Fie Maria Krügermejer         |                             |
| 7              | Nicolaj Kruse Olesen          |                             |
| Stemmer i alt  | 5                             | 2                           |